# Puška vz. 52
Puška vz. 52 je československá puška, která byla vyráběna po druhé světové válce. Vznikla podle požadavku zavést do výzbroje Československé armády samonabíjecí pušku, ve které by se používal zkrácený puškový náboj 7,62 × 45 mm. Po armádních zkouškách byla vybrána samonabíjecí puška ČZ 502 konstruktéra Jana Kratochvíla z České zbrojovky ve Strakonicích.
Tato puška byla pod označením 7,62mm samonabíjecí puška vz. 52 zavedena 20. března 1952 do výzbroje Československé armády. Výroba byla původně zadána do Povážských strojíren v Považské Bystrici, ale pro značné problémy při výrobě byla výroba pušky přesunuta do Závodů přesného strojírenství v Uherském Brodě. V roce 1957 byla puška v rámci standardizace zbraní a munice zemí Varšavské smlouvy překonstruována pro sovětský náboj 7,62×39 a takto upravená dostala označení samonabíjecí puška vzor 52/57. Zanedlouho však byla nahrazena zavedením samopalu vzor 58. V současnosti je puška vzor 52/57 zavedena u Hradní stráže a čestných jednotek.

## Konstrukce
Samonabíjecí puška vzor 52/57 pracuje na principu odběru prachových plynů z vývrtu hlavně, jejichž impulz se tlakem na prstencový píst navlečený na hlavni přenáší prostřednictvím pístnice a pohybovače na sklopný závorník opatřený v přední části dvěma uzamykacími ozuby.
Při výstřelu je závěr v přední poloze. Bicí mechanismus zbraně je kladívkový. Oddělitelný schránkový zásobník je dvouřadý s dvouřadovým vyústěním a jeho kapacita je 10 nábojů. Zásobník je možné plnit pomocí nábojových pásků shora i bez vyjmutí zásobníku z pušky. Puška je vybavena mířidly tvořenými muškou a hledím stavitelným v rozsahu od 100 do 900 metrů. Bodák, který je trvale spojený s puškou, je sklopný, otáčí se kolem vertikální osy a sklápí se do vybrání v předpažbí na pravé straně pušky.

## Varianty
- Puška vzor 52 první verze pro náboj 7,62 × 45
- Puška vzor 52/57 modernizovaná verze pro náboj 7,62 × 39

## Hlavní části pušky
- 1 hlaveň s pouzdrem závěru
- 2 víko pouzdra závěru
- 3 spoušťový a bicí mechanismus
- 4 muška
- 5 hledí
- 6 nosič závorníku
- 7 závorník
- 8 píst
- 9 pístnice
- 10 plynový násadek

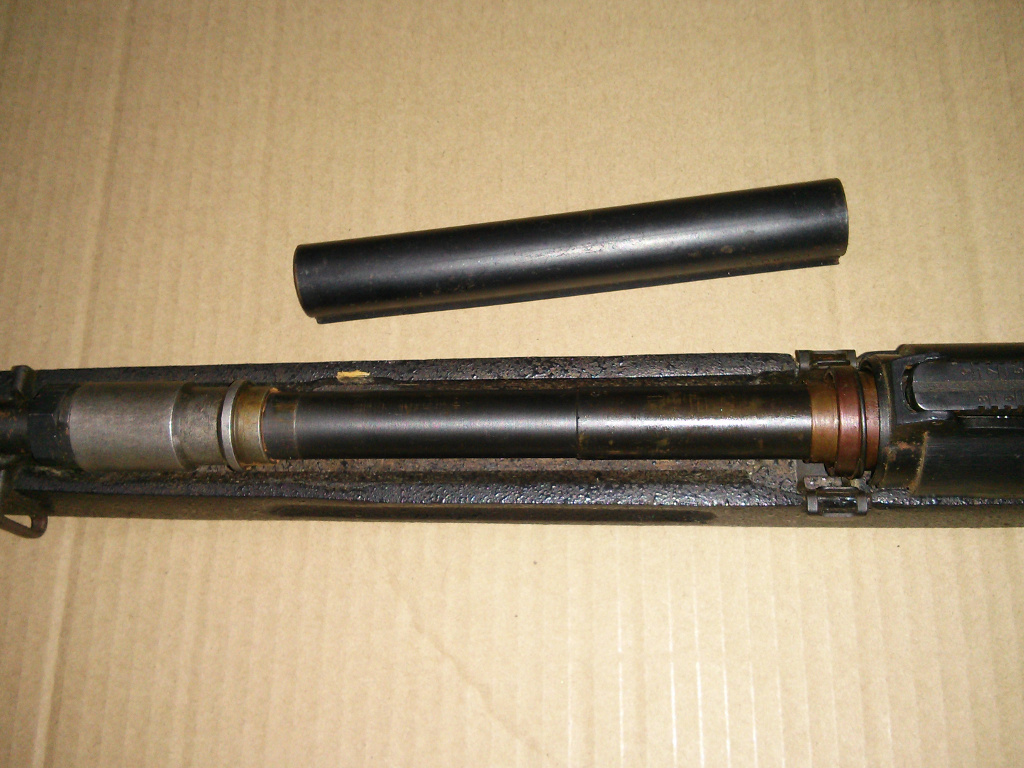
Ukázka systému pušky vz. 52

- 11 předsuvná pružina s vodící tyčinkou
- 12 pažba s integrovaným podpažbím a sklopným bodákem
- 13 nadpažbí
- 14 zásobník

## Uživatelé

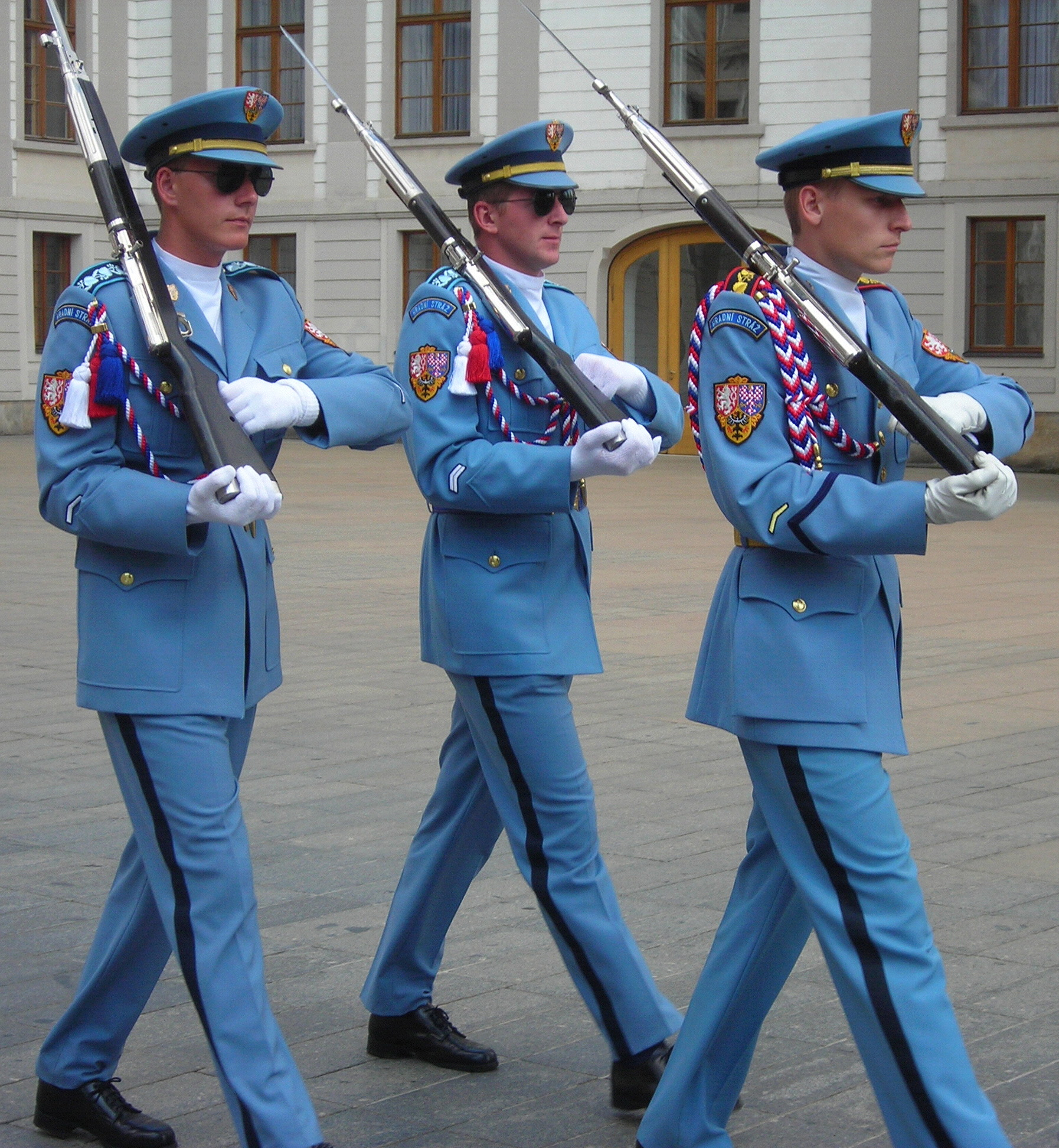
Příslušníci hradní stráže s puškami vzor 52/57

- Kuba
- Československo
- Egypt
- Nigérie
- Sýrie
- Indonésie
- Grenada
- Guinea-Bissau
- Nikaragua
- Laos